# Серер (народ)

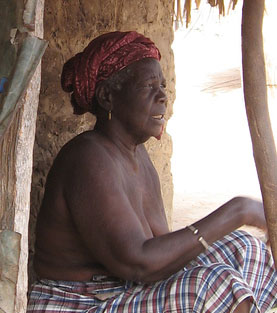
Жінка з народу серер

Серер, народ, що живе в основному на території Республіці Сенегал, в околицях міста Діурбель і пониззі річки Ніелумоле на південний схід від Дакару; друга за чисельністю етнічна група цієї країни. Невелика кількість (близько 32 тис. чоловік) живе також в Гамбії. Загальна чисельність - понад 1,9 млн осіб.
Мова серер відноситься до західноатлантичної сім'ї нігеро-конголезької макросім'ї мов. Частина серер говорить мовою волоф. Релігійна приналежність: прихильники традиційних вірувань, мусульмани. Основні заняття - землеробство (арахіс, просо, рис), на узбережжі - рибальство; розвинене відхідництво на плантації арахісу.